# Heterothele caudicula
Heterothele caudicula är en spindelart som först beskrevs av Simon 1886.  Heterothele caudicula ingår i släktet Heterothele och familjen fågelspindlar. Inga underarter finns listade i Catalogue of Life.